# Шкинин, Георгий
Георгий Шкинин (груз. გიორგი შკინინ, родился 7 марта 1983 года в Тбилиси) — грузинский регбист, крыльевой клуба «Металлург».

## Биография

### Клубная карьера
Воспитанник тбилисского клуба «Хулигана». За свою карьеру выступал за тбилисские клубы «Хулигана» (в нём он занимал также пост тренера), «Локомотив» и «Армия» (играл на позиции крайнего трёхчетвертного), а также играл во французском «Блуа». Финалист чемпионата Грузии 2014 года, победитель и лучший игрок чемпионата Грузии по регби-7 2011 года. Летом 2017 года перешёл в новокузнецкий клуб «Металлург».

### Карьера в сборной
Дебют в сборной состоялся 20 марта 2004 года в игре против Чехии. Всего Георгий провёл 38 игр, набрав 30 очков за счёт 6 попыток. Одна из наиболее известных занесённых им попыток состоялась на чемпионате мира 2007 года в игре против Ирландии, когда Шкинин на своей половине поля перехватил пас Питера Стрингера на Брайана О’Дрисколла и совершил в одиночку забег до зачётной зоны. В том матче Шкинин получил приз лучшего игрока, хотя Грузия уступила со счётом 14:10.
В 2008 году стал бронзовым призёром чемпионата Европы по регби-7 в Ганновере, также выступал за сборную по регби-7 на чемпионате мира 2009 года в ОАЭ.

## Личная жизнь
Жена — Тинатин Капанадзе.